# Lagdenwürger
Der Lagdenwürger (Malaconotus lagdeni) ist ein Vogel aus der Familie der Buschwürger (Malaconotidae).
Der Vogel kommt in Subsahara-Afrika und Madagaskar vor.
Der Lebensraum umfasst dichten Regenwald von 100–700 m in Westafrika und von 1400–3300 m Höhe in Ostafrika, auch Galeriewald, Sekundärwald an Waldrand und Lichtungen.
Der Artzusatz bezieht sich auf Sir Godfrey Yeatman Lagden (1851–1934).
Die Art ist ein Standvogel.

## Merkmale
Die Art ist 24–26 cm groß und wiegt zwischen 84 und 97 g. Das Männchen hat einen gleichmäßig dunkelgrauen Kopf von der Stirn bis zum Nacken, hell olivgrün vom Mantel bis zum gerundeten Schwanz, die drei äußeren Steuerfedern haben hellgelbe Spitzen, die Flügel sind schwarz mit oliver Berandung, die Flügeldecken sind schwarz mit breiten hellgelben Spitzen und einer breiten schwarzen subterminalen Binde. Die Unterseite ist leuchtend gelb, an Kehle und oberer Brust deutlich orange überhaucht, nach unten blasser in Gelb übergehend. Die Flanken sind olivgrün, die Unterflügeldecken hellgelb, die Unterseite der Flugfedern ist glänzend dunkelgrau mit blassen Rändern. Die Iris ist bläulich-grau, der Schnabel schwarz, die Beine sind schieferblau. Die Geschlechter unterscheiden sich nicht. Jungvögel sind auf der Oberseite, der Stirn und den Wangen dunkel graubraun, Kinn und Kehle sind weiß, die Brust weiß mit etwas Grau seitlich, ansonsten sind sie an der Unterseite blasser gelbbraun, der Schnabel ist blass graubraun.
Der Lagdenwürger ist dem vorwiegend im Wald zu findendem Graukopfwürger (Malaconotus blanchoti) sehr ähnlich, hat aber keinen Zügelfleck, Flügeldecken und innere Armschwingen sind schwarz mit breiten gelben Rändern, auch hat er kein Rotbraun über der Brust.
Er unterscheidet sich von der gelben Phase des Blutbrustwürgers (Malaconotus cruentus)
durch den gelbgrünen Schwanz ohne subterminale Binde.

## Geografische Variation
Es werden folgende Unterarten anerkannt:
- M. l. lagdeni (Sharpe, 1884), Nominatform, – Sierra Leone bis Ghana
- M. l. centralis Neumann, 1920, – Osten der Demokratischen Republik Kongo, Westuganda und Westruanda, weniger Orange an Kehle und Brust

## Stimme
Der Ruf des Männchens wird als klagendes, langgezogenes „whoooooo“ oder „uuuuuuuh“ über knapp eine Sekunde beschrieben, ähnlich dem des Blutbrustwürgers (Malaconotus cruentus). Hinzu können lautes Flügelschlagen und Schnabelschnappen kommen.

## Lebensweise
Die Nahrung besteht hauptsächlich aus Insekten, kleinen Wirbeltieren, die in mittlerer Baumhöhe und in offenen Bereichen der -kronen gesucht werden, bevorzugt zwischen 10 und 30 m Höhe. Der Würger ist gern in gemischten Jagdgemeinschaften zu finden, häufig zusammen mit dem Vielfarbenwürger (Chlorophoneus multicolor).
Die Brutsaison liegt zwischen Juni und Juli in Liberia, zwischen Oktober und Januar an der Elfenbeinküste, zwischen Dezember und Februar in der Demokratischen Republik Kongo und im März in Uganda. Beide Geschlechter bilden das Nest in 3 – 6 m Höhe.

## Gefährdungssituation
Der Bestand gilt als potentiell gefährdet (Near Threatened) durch möglichen Habitatverlust.